# Calle del Tribulete

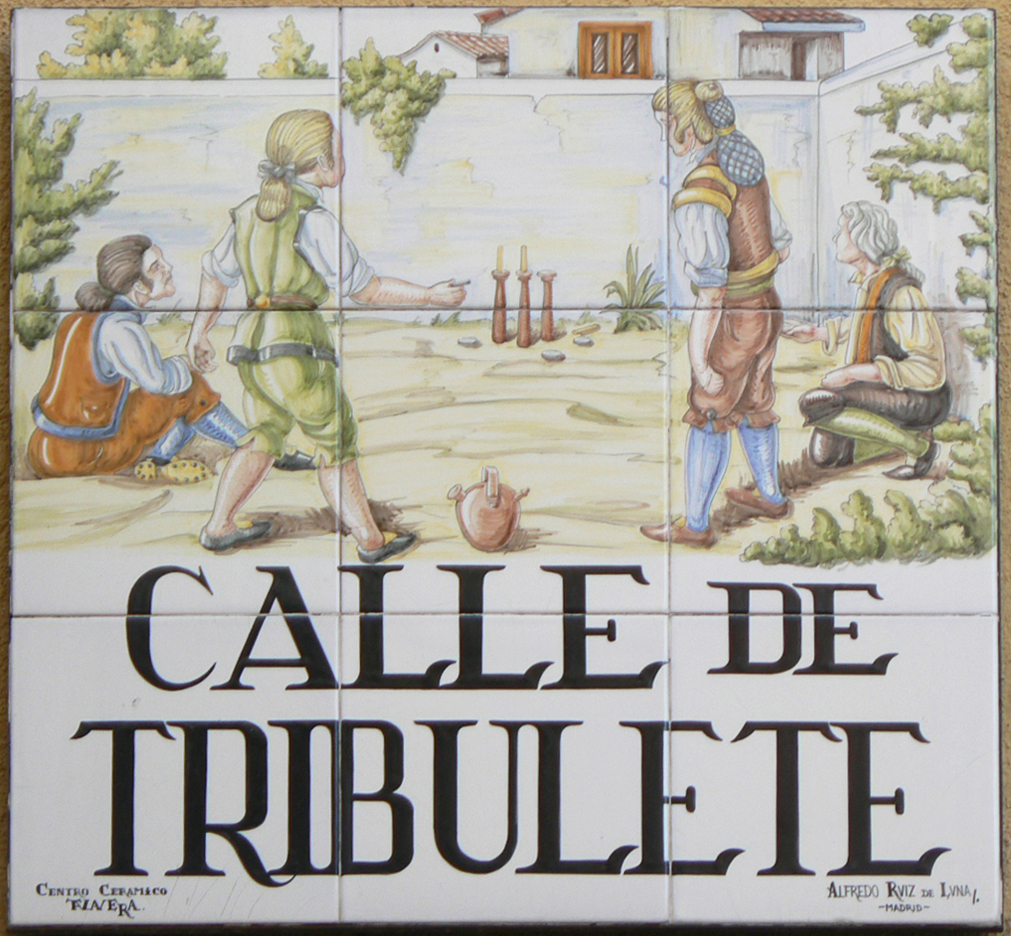
Calle de Tribulete, en Madrid. Callejero de azulejos del ceramista Ruiz de Luna.

La calle del Tribulete (también "Tribulete" o "de Tribulete") es una castiza vía en el barrio de Embajadores del distrito Centro de Madrid. Desciende desde la plaza de Lavapiés hasta la calle de Embajadores. Toma su antiguo nombre del juego de bolos así llamado, que se celebraba al aire libre en un solar vecino.

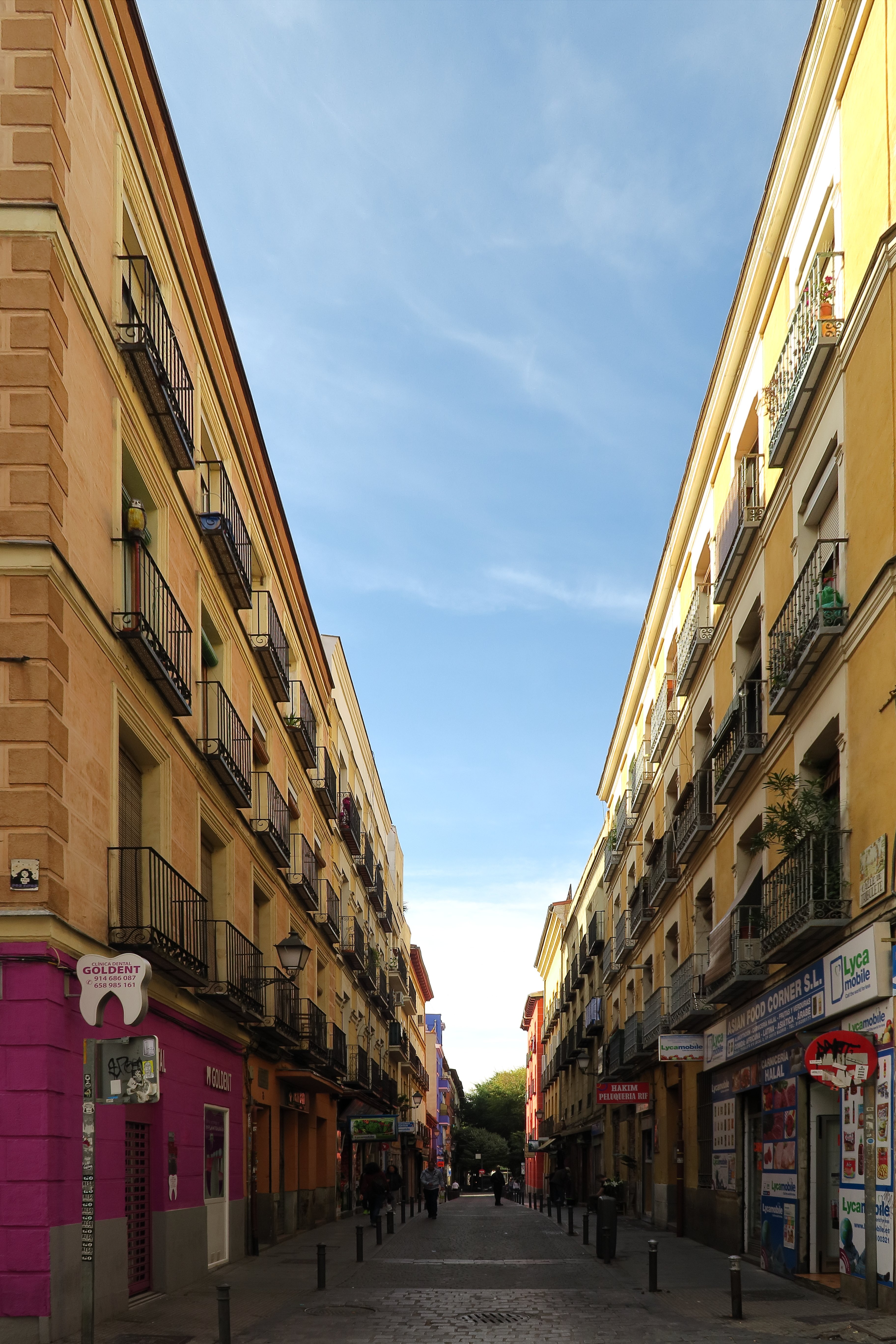
Calle del Tribulete, desde calle del Amparo (en 2016)

## Historia
Daba a esta calle el costado sur del colegio de las Escuelas Pías de San Fernando, en cuyo recinto estuvo el jardín y el camposanto del antiguo Hospital de la Corona de Aragón, donde fue enterrado Guillén de Castro. Sin embargo, el cronista Mesonero Romanos, en sus Paseos histórico-anecdóticos por las calles y casas... de Madrid, estima que esta calle, como las vecinas del Sombrerete, Dos Hermanas, Del Oso, Cabestreros y De los Abades, más allá de ser "todas bastante rectas, desahogadas y con un regular caserío" (...) resultan "absolutamente desnudas de interés artístico e histórico". Se contradice el maestro del costumbrismo literario posromántico cuando, en las siguientes páginas describe con ojo de minucioso etnógrafo la variedad de manolos, manolas y todo el filón de casticismo del tradicional pueblo de Madrid que constituyen la habitual vecindad de estos "barrios bajos de la villa". 
La calle del Tribulete fue acceso principal a uno de los dos edificios que forman el conjunto arquitectónico de La Corrala, junto con la otra vivienda de balcón de corredera en patio interior que tenía entrada por la calle del Sombrerete; conjunto que, tras el derribo del edificio que cerraba la manzana, se muestra al paseante y turista curiosos desde la calle de Mesón de Paredes, Esta corrala fue declarada monumento nacional en 1977, pasando luego al catálogo de Bienes inmuebles de interés cultural. Fue adquirida por el Ayuntamiento de Madrid en 1985.
En el plano de Nicolas Chalmandrier de 1761 figura como calle de la Escuadra.

## La calle en la cultura pop
La calle aparece mencionada en la canción La chica del 17, compuesta por el maestro Francisco Alonso y famosamente versionada por cupletistas como Mercedes Serós, Lilián de Celis, Olga Ramos y Lina Morgan, entre otras. Esta última la interpretó en su película Dos chicas de revista. La letra del cuplé se refiere a la calle como la "plazuela del Tribulete", que es donde vive la protagonista.